# Kiko Narváez
Francisco Miguel Narváez Machón (Jerez de la Frontera, 26 de abril de 1972), conhecido apenas por Kiko, é um ex-futebolista espanhol que jogava como atacante.

## Carreira

### Inicio
Começou jogando no time B do Cádiz. Promovido ao elenco principal em 1991, disputou 3 temporadas pelo Submarino Amarillo, marcando 12 gols em 78 jogos.
Destacou-se, também, no Atlético de Madri, onde atuou entre 1993 e 2001, disputando 225 partidas e marcando 48 gols. Esteve prestes a assinar com a Lazio em 2001, mas as negociações não vingaram e em 2002, jogou 6 meses pelo Extremadura. No mesmo ano, recebeu proposta do Southampton, mas o atacante não resistiu às lesões que o prejudicavam, forçando-o a encerrar a carreira com apenas 30 anos.

## Seleção Espanhola
Kiko fez parte da seleção olímpica de 1992, onde a Espanha obteve a medalha de ouro. No Atlético de Madri, conquistou a liga e a Copa do Rei em 1996. Porém, o atacante não foi lembrado por Javier Clemente para jogar a Copa de 1994. Sua primeira competição pela equipe principal da Fúria foi a Eurocopa de 1996.
Convocado para a Copa de 1998, fez dois gols contra a Bulgária na goleada de 6 x 1, mas a Espanha seria eliminada ainda na fase de grupos.